# Тети Гараваљија (Торино)
Тети Гараваљија је насеље у Италији у округу Торино, региону Пијемонт.
Према процени из 2011. у насељу је живело 81 становника. Насеље се налази на надморској висини од 320 м.